# Satyrus talastauana
Satyrus talastauana är en fjärilsart som beskrevs av Bang-haas 1927. Satyrus talastauana ingår i släktet Satyrus och familjen praktfjärilar. Inga underarter finns listade.